# Dumitrești
Dumitrești est une commune du județ de Vrancea en Roumanie.